# Morti nel 1638
| Questa pagina contiene informazioni ricavate automaticamente dalle voci biografiche con l'ausilio del template Bio e di un bot. L'aggiornamento è periodico e automatico e ricostruisce completamente la pagina. Se manca una persona in questa lista, sei pregato di non aggiungerla, ma accertati piuttosto che la sua voce biografica contenga il template Bio e che i dati anagrafici siano correttamente compilati. Se il template Bio manca, inseriscilo tu stesso o, in alternativa, metti l'avviso {{tmp\|Bio}} che ne segnala la mancanza. Se i dati riportati sono sbagliati, correggi direttamente la voce biografica; le modifiche saranno visibili in questa lista entro pochi giorni. Per chiarimenti vedi il progetto biografie. La lista contiene solo le 115 persone che sono citate nell'enciclopedia e per le quali è stato implementato correttamente il template Bio. Pagina aggiornata al 27 gen 2025. |

## Gennaio(6)
- 8 gennaio - Asdrubale Mattei, nobile e collezionista d'arte italiano (n. 1556)
- 12 gennaio - Paolo Mattei, nobile, presbitero e funzionario italiano (n. 1591)
- 17 gennaio - Antoine de Loménie, politico e diplomatico francese (n. 1560)
- 21 gennaio - Ignazio Donati, compositore italiano
- 22 gennaio - Magdalena van de Passe, incisore e disegnatrice olandese (n. 1600)
- 27 gennaio - Ascanio Gesualdo, patriarca cattolico italiano

## Febbraio(5)
- 10 febbraio - Anna di Guisa, nobile francese (n. 1600)
- 17 febbraio - Şehzade Kasim, principe ottomano (n. 1614)
- 26 febbraio - Claude-Gaspard Bachet de Méziriac, matematico francese (n. 1581)
- 27 febbraio - Alfonso Capra, militare italiano (n. 1562)
- 27 febbraio - Matsudaira Ienobu, militare giapponese (n. 1565)

## Marzo(7)
- 6 marzo - Paulus Moreelse, pittore e architetto olandese (n. 1571)
- 10 marzo - Cornelis van der Geest, mercante (n. 1575)
- 12 marzo - Paolo Aproino, fisico italiano (n. 1586)
- 22 marzo - Giovanni di Hohenzollern-Sigmaringen, conte (n. 1578)
- 23 marzo - Georg Flegel, pittore e incisore tedesco (n. 1566)
- 26 marzo - Palamedes Palamedesz I, pittore e disegnatore olandese (n. 1605)
- 28 marzo - Marie Touchet (n. 1549)

## Aprile(6)
- 1º aprile - Annibale d'Afflitto, arcivescovo cattolico italiano (n. 1560)
- 7 aprile - Shimazu Tadatsune, militare giapponese (n. 1576)
- 12 aprile - Amakusa Shirō, militare giapponese (n. 1621)
- 16 aprile - Enrico II di Rohan, condottiero francese (n. 1579)
- 19 aprile - Geremia Dressellio, gesuita, predicatore e scrittore tedesco (n. 1581)
- 27 aprile - Giacomo Rho, gesuita italiano (n. 1593)

## Maggio(9)
- 6 maggio - Giansenio, teologo e vescovo cattolico olandese (n. 1585)
- 6 maggio - Vincenzo Ugolini, compositore e cantore italiano (n. 1578)
- 9 maggio - Federico I d'Assia-Homburg, nobile tedesco (n. 1585)
- 10 maggio - Margaret Feilding, nobildonna scozzese (n. 1613)
- 17 maggio - Passignano, pittore italiano (n. 1559)
- 20 maggio - Francesco Caldogno, militare e funzionario italiano
- 22 maggio - Hendrik van den Bergh, militare olandese (n. 1573)
- 27 maggio - Pietro Paolo Floriani, architetto e militare italiano (n. 1585)
- 27 maggio - Jan Wężyk, arcivescovo cattolico polacco (n. 1575)

## Giugno(5)
- 15 giugno - Apolinario de Almeida, arcivescovo cattolico e missionario portoghese (n. 1587)
- 20 giugno - Ippolita Trivulzio, nobile italiana (n. 1600)
- 22 giugno - Emanuele del Portogallo, principe portoghese (n. 1568)
- 25 giugno - Juan Pérez de Montalbán, drammaturgo, poeta e presbitero spagnolo (n. 1602)
- 27 giugno - Cirillo Lucaris, teologo e arcivescovo ortodosso greco (n. 1572)

## Luglio(2)
- 19 luglio - Ippolito Aldobrandini, cardinale italiano (n. 1596)
- 27 luglio - Giovanni VIII di Nassau-Siegen, nobile e militare tedesco (n. 1583)

## Agosto(11)
- 1º agosto - Joachim Anthonisz Wtewael, pittore e incisore olandese
- 3 agosto - Filippo Maurizio di Hanau-Münzenberg, conte tedesco (n. 1605)
- 7 agosto - Agatangelo da Vendôme, presbitero e missionario francese (n. 1598)
- 7 agosto - Cassiano da Nantes, presbitero e missionario francese (n. 1607)
- 8 agosto - Diego de Torres y Bollo, gesuita spagnolo (n. 1551)
- 12 agosto - Johannes Althusius, giurista, filosofo e teologo tedesco
- 12 agosto - Baltasar de Marradas, militare e politico spagnolo (n. 1560)
- 14 agosto - Bartolomeo Gavanti, teologo italiano (n. 1569)
- 18 agosto - Giovanni Andrea Ansaldo, pittore italiano (n. 1584)
- 20 agosto - Giovanni Vincenzo Verzellino, storico italiano (n. 1562)
- 26 agosto - Bayram Pascià, politico ottomano

## Settembre(4)
- 14 settembre - John Harvard, pastore protestante britannico (n. 1607)
- 20 settembre - Johann Lantz, matematico e gesuita tedesco (n. 1564)
- 24 settembre - Andrea Commodi, pittore italiano (n. 1560)
- 24 settembre - Giorgio Federico di Baden-Durlach, sovrano (n. 1573)

## Ottobre(12)
- 1º ottobre - Jan Snellinck, pittore fiammingo (n. 1549)
- 2 ottobre - Andrej Andreevič Golicyn, nobile russo
- 2 ottobre - Floris de Mérode-Westerloo, militare belga (n. 1598)
- 4 ottobre - Francesco Giacinto di Savoia, nobile italiano (n. 1632)
- 6 ottobre - Jacob Dircksz de Graeff, politico olandese (n. 1569)
- 10 ottobre - Pieter Brueghel il Giovane, pittore fiammingo (n. 1564)
- 13 ottobre - Adriaen Brouwer, pittore fiammingo (n. 1605)
- 13 ottobre - François Thijssen, esploratore olandese
- 14 ottobre - Gabriello Chiabrera, poeta e drammaturgo italiano (n. 1552)
- 16 ottobre - Jacob Isaaczoon van Swanenburg, pittore olandese (n. 1571)
- 17 ottobre - Gillis d'Hondecoeter, pittore e disegnatore olandese
- 23 ottobre - Giovanni Ernesto di Sassonia-Eisenach, duca tedesco (n. 1566)

## Novembre(7)
- 11 novembre - Cornelis van Haarlem, pittore e artista olandese (n. 1562)
- 12 novembre - Grzegorz Knapski, gesuita, grecista e filologo polacco (n. 1561)
- 19 novembre - Lelio Biscia, cardinale italiano (n. 1575)
- 25 novembre - Ettore Thesorieri, notaio italiano (n. 1553)
- 29 novembre - Archibald Campbell, VII conte di Argyll, politico e generale scozzese (n. 1575)
- 29 novembre - Dionigi della Natività, missionario francese (n. 1600)
- 29 novembre - Redento della Croce, missionario portoghese (n. 1598)

## Dicembre(5)
- 7 dicembre - Epifanio Ferdinando, medico e filosofo italiano (n. 1569)
- 13 dicembre - Caterina Vasa, principessa svedese (n. 1584)
- 18 dicembre - François Leclerc du Tremblay, politico e religioso francese (n. 1577)
- 23 dicembre - Barbara Longhi, pittrice italiana (n. 1552)
- 24 dicembre - Tayyar Mehmed Pascià, politico e militare ottomano

## Senza giorno specificato(36)
- Pietro Francesco Alberti, pittore e incisore italiano (n. 1584)
- Baldassarre Aloisi, pittore italiano (n. 1577)
- Johann Heinrich Alsted, teologo tedesco (n. 1588)
- Robert Ayton, poeta scozzese (n. 1570)
- Willem Blaeu, cartografo e editore olandese (n. 1571)
- Jacques Blanchard, pittore francese (n. 1600)
- Zaccaria Boverio, religioso, storico e scrittore italiano (n. 1568)
- Teofilo Bruni, matematico, astronomo e presbitero italiano (n. 1569)
- Vincenzo Carducci, pittore spagnolo (n. 1576)
- Richard Carlton, compositore inglese
- Loreto de Franchis, vescovo cattolico italiano (n. 1578)
- Jose Glover, religioso inglese
- Giovanni Francesco Gondola, scrittore e poeta dalmata (n. 1588)
- Matteo Greuter, pittore e incisore tedesco (n. 1566)
- Raffaello Gualterotti, poeta, filosofo e astrologo italiano (n. 1544)
- Marco Antonio Guarini, storico e letterato italiano (n. 1570)
- Carel de Hooch, pittore olandese
- Johannes van Mildert, scultore fiammingo (n. 1588)
- Adrian von Mynsicht, alchimista tedesco (n. 1588)
- Dionisio Nencioni di Bartolomeo, architetto italiano (n. 1559)
- Andreas de Nole, scultore fiammingo (n. 1598)
- Alessandro Piccinini, compositore, liutista e scrittore italiano (n. 1566)
- Francis Pilkington, compositore, liutista e cantore inglese
- Estêvão Rodrigues de Castro, medico, filosofo e scienziato portoghese (n. 1559)
- Jan Roos, pittore fiammingo (n. 1591)
- Muzio III Sforza di Caravaggio, nobile italiano
- Shimun X
- Cristoforo Tolomei, vescovo cattolico italiano
- John Tradescant il Vecchio, naturalista e botanico britannico
- José de Valdivielso, poeta e drammaturgo spagnolo
- Viksai, sovrano laotiano
- Virginia Vezzi, pittrice italiana (n. 1601)
- Gottfried Wals, pittore tedesco (n. 1595)
- John Ward, compositore inglese (n. 1571)
- John Wilbye, compositore inglese (n. 1574)
- Lucas van Uffelen, mercante d'arte olandese (n. 1586)